# IPadOS
iPadOS（アイパッドオーエス）は、Appleが開発・提供する、iPad向けのモバイルオペレーティングシステム（組み込みプラットフォーム）。
WWDC 2019で発表され、2019年9月24日にリリースされた。

## 概要
iPadOSは、従来のiOSから独立し、iPadのために独自に開発されたモバイルオペレーティングシステムである。iPadOSは、iPad向けのOSであり、iPhoneとiPod touchでは引き続き従来のiOSを使用することとなった。これにより、iPadはiPadOS 13以降、iOSの代替としてこちらを使用する。

## バージョン一覧
日付は現地時間（日本時間は+1日）。
| 更新状況(最新は18x.系) | 更新状況(最新は18x.系) | 更新状況(最新は18x.系) | 更新状況(最新は18x.系) |
| ---------------------- | ---------------------- | ---------------------- | ---------------------- |
| 更新終了               | 更新中                 | 最新版                 | 将来のリリース         |

| バージョン  | 初版配信日     | 最終更新日     | 最新バージョン  | 詳細・備考・対応端末 |
| ----------- | -------------- | -------------- | --------------- | --- |
| iPadOS 13.x | 2019年9月24日  | 2020年9月1日   | 13.7(17H35)     | ウィジェット、ダークモード、ショートカット機能などの追加。 - iPad Pro 12.9インチ（全機種） - iPad Pro 11インチ（第1世代以降） - iPad Pro 10.5インチ - iPad Pro 9.7インチ - iPad（第5世代以降） - iPad Air（第2世代以降） - iPad mini（第4世代以降）                                 |
| iPadOS 14.x | 2020年9月16日  | 2021年10月26日 | 14.8.1(18H07)   | アクセシビリティ機能などの追加。 - iPad Pro 12.9インチ（全機種） - iPad Pro 11インチ（第1世代以降） - iPad Pro 10.5インチ - iPad Pro 9.7インチ - iPad（第5世代以降） - iPad Air（第2世代以降） - iPad mini（第4世代以降）                                                           |
| iPadOS 15.x | 2021年9月21日  | 2025年3月31日  | 15.8.4(19H390)  | ホーム画面にウィジェットが配置できるなどの追加。 - iPad Pro 12.9インチ（全機種） - iPad Pro 11インチ（第1世代以降） - iPad Pro 10.5インチ - iPad Pro 9.7インチ - iPad（第5世代以降） - iPad Air（第2世代以降） - iPad mini（第4世代以降）                                           |
| iPadOS 16.x | 2022年10月25日 | 2024年3月31日  | 16.7.11(20H360) | ステージマネージャ、天気アプリなどの追加。 - iPad Pro 12.9インチ（全機種） - iPad Pro 11インチ（第1世代以降） - iPad Pro 10.5インチ - iPad Pro 9.7インチ - iPad（第5世代以降） - iPad Air（第3世代以降） - iPad mini（第5世代以降）                                                 |
| iPadOS 17.x | 2023年9月18日  | 2024年5月12日  | 17.7.8 (21H433) | セキュリティアップデート - iPad Pro 12.9インチ（第2世代以降） - iPad Pro 11インチ（第1世代以降） - iPad Pro 10.5インチ - iPad（第6世代以降） - iPad Air（第3世代以降） - iPad mini（第5世代以降）                                                                                   |
| iPadOS 18.x | 2024年9月17日  | 2025年7月29日  | 18.6(22G86)     | パスコードなしで iPhone または iPad の「スライドして電源を切る」ページにアクセスすると、ヘルスケアデータにアクセスできなくなる。 - iPad Pro 12.9インチ（第3世代以降） - iPad Pro 11インチ（第1世代以降） - iPad（第7世代以降） - iPad Air（第3世代以降） - iPad mini（第5世代以降） |
| iPadOS 26.x |                |                |                 | これよりバージョンを示す数字を西暦下二桁に変更。ウインドウ表示の自由度が上がる。メニューバーの導入など。 - iPad Pro 12.9インチ（第3世代以降） - iPad Pro 11インチ（第1世代以降） - iPad（第8世代以降） - iPad Air（第3世代以降） - iPad mini（第5世代以降）                         |